# Руска печка
Ру́ската печка – това е масивна печка, която има място за спане и се използва за приготвяне на храна и за отопляване на помещението. Печката е широко разпространена в Русия, Беларус и Украйна.

## Гориво
Традиционно руската печка гори дърва (бреза, трепетлика, бор, ела и други.
През VIII – XIII век на териториите на източните славяни са разпространени няколко вида печки. В северната част на Русия са преобладавали каменни печки, изработени от камък без свързващ разтвор. Известни са печки, изработени от камък и глина. Основата на такива печки достигат до 1,5 – 2 m. В горното и средното Приднепровие по-разпространени са глинените печки. Размерите им достигат 1,5 m в сечение и до 1,2 m във височина..
През този период къщите не са имали устройства за извеждане на дима и той излизал през вратата и неголеми прозоречни отвори. През XV и XVI векове се появява устройство за извеждане на дима. През началото на XVIII век, с появата на огнеупорните тухли печките се сдобиват с комини и придобиват вида, с който са известни като руска печка.

## Конструктивни особености
В руската печка камерата за готвене (горивната камера) се намира в дълбочина на печката и има газова преграда – представляваща стена между камерата за готвене и входния отвор, благодарение на което горивото се задържа по-дълго под свода и изгаря по-пълно и може да се използва по-прост по конструкция димоотвод, което обаче не е достатъчно, и КПД–то на обикновената руска печка е по-малък от съвременните конструкции. Руската печка е масивна и дълго съхранява топлината. Тя има няколко (обикновено две) прегради за дима. Понякога пред отвора на руската печка се прави готварска печка на дърва. Конструктивните особености на руските печки са различни в различните региони.

## Използване
- Приготвяне на храна В печката са варили, запарвали, пекли на скара, изпичали, и задушавали. Хляба се изпичал непосредствено на пода на печката, след като се почиства добре от пепелта и въглените. Поради голямата топлоемкост на печката и бавното падане на температурата се получава добро изпичане на хляба –първоначално се получава коричка и след това хляба са изпича отвътре.

Освен това в печката има димоотвод за включване на самовар; самоварът, като правило, се разполага на лицевата страна на печката.
- Отопление. Обикновено печката започва да се пали в средата на октомври и се използва до средата на април. Руската печка се намира в средата на стаята и я нагрява равномерно. На печката се прави място за спане (лежанка) – това е най-топлото място в къщата. Размерите му са различни, но обикновено събира двама души. Зимата при нормално палене върху лежанката се поддържа температура +25…+27 °С. Печката се белосва и украсява.

- Освен за готвене и затопляне руската печка може да се използва и за къпане. Възрастен човек може лесно да влезе вътре и по време на Втората световна война има хора скрили се от преследване от нацистите в печката.[4] В миналото печката е използвана през зимата за лекуване (загряване) на болни от настинка. [4]

## Печката в руската култура
Печката е един елементите на руските приказки. Понякога има човешки черти и способност да разговаря. Така например в приказката „Гуси-лебеди“, момичето, търсейки своя брат, намира печка в полето, която моли за съвет. Печката ѝ предлага да опита пирожките и ѝ помага на връщане, като я скрива.